# Liga Europeia de Hóquei em Patins de 2013–14
A Liga Europeia de 2013–14 foi a 49ª edição da Liga Europeia organizada pelo CERH. 
O sorteio teve lugar no dia 7 de Setembro de 2013 . 

## Equipas da Liga Europeia 2013—14
As equipas classificadas são: 
| Fase de Grupos | Equipas         | Equipas            | Equipas        | Equipas         |
| -------------- | --------------- | ------------------ | -------------- | --------------- |
| Fase de Grupos | Liceo da Coruña | FC Barcelona       | CE Vendrell    | Reus Deportiu   |
| Fase de Grupos | SL Benfica      | FC Porto           | UD Oliveirense | AD Valongo      |
| Fase de Grupos | Valdagno 1938   | CGC Viareggio      | Amatori Lodi   | SCRA Saint-Omer |
| Fase de Grupos | HC Quévert      | Germania Herringen | ERG Iserlohn   | RHC Diessbach   |

## Fase de Grupos

### Grupo A
| Equipa          | Pts | J | V | E | D | GM | GS | DG  |
| --------------- | --- | - | - | - | - | -- | -- | --- |
| HC Liceo Coruña | 14  | 6 | 4 | 2 | 0 | 39 | 18 | +21 |
| AD Valongo      | 13  | 6 | 4 | 1 | 1 | 28 | 17 | +11 |
| St. Omer        | 5   | 6 | 1 | 2 | 3 | 21 | 36 | -15 |
| Amatori Lodi    | 1   | 6 | 0 | 1 | 5 | 18 | 35 | -17 |

|                 | LIC | LOD | VAL | STO  |
| --------------- | --- | --- | --- | ---- |
| HC Liceo Coruña | –   | 6–2 | 8–3 | 13–7 |
| Amatori Lodi    | 2–8 | –   | 1–4 | 5–5  |
| AD Valongo      | 2–2 | 7–4 | –   | 8–0  |
| St. Omer        | 2-2 | 5–4 | 2–4 | –    |

| 9-Nov-13  | AD Valongo | 8-0 | St. Omer |                                   |  |
| 18:30 GMT | 1-0 Hugo Azevedo 5´1ªP 2-0 J Souto 13´1ªP 3-0 Rafa 21´1ªP 4-0 Henrique Magalhaes 2´2ªP 5-0 Joao Souto 15´2ªP 6-0 Nuno Rodrigues 18´2ªP 7-0 João Souto 19´2ªP 8-0 Nuno Rodrigues 21´2ªP |     |          | Árbitro: Issac Sanz e Sergi Mayor |  |

| 9-Nov-13  | HC Liceo Corunha | 6-2 | Amatori Lodi |                                    |  |
| 19:00 CET |                  |     |              | Árbitro: José Pinto e Paulo Santos |  |

| 23-Nov-13 | Amatori Lodi | 1-4 | AD Valongo |                                   |  |
| 21:00 CET |              |     |            | Árbitro: Luís Delfa e Juan Molina |  |

| 23-Nov-13 | St. Omer                                            | 2-2 | HC Liceo Corunha                        |                                     |  |
| 20:30 CET | 1-0 Florent David 17' 1ªP 2-2 Cirilo Garcia 13' 2ªP |     | 1-1 Toni Perez 2' 2ªP 1-2 ?????? 5' 2ªP | Árbitro: Rui Torres e Joaquim Pinto |  |

| 14-Dez-13 | St. Omer | 5-4 | Amatori Lodi |                                            |  |
| 20:30 CET |          |     |              | Árbitro: Oscar Valverde e Francisco Garcia |  |

| 14-Dez-13 | AD Valongo                                           | 2-2 | HC Liceo Corunha                              |                                         |  |
| 18:30 GMT | 1-1 Henrique Magalhães 24´1ªP 2-2 Hugo Azevedo 8´2ªP |     | 0-1 Toni Perez 15´1ªP 1-2 Toni Perez GP 5´2ªP | Árbitro: Mateo Galoppi e Franco Ferrari |  |

| 18-Jan-14 | Amatori Lodi | 5–5 | ST. Omer |                                     |  |
| 20:00 GMT |              |     |          | Árbitro: Josep Ribo e Alberto Lopez |  |

| 18-Jan-14 | HC Liceo Corunha | 8–3 | AD Valongo                                                                   |                                                   |  |
| 18:00 GMT | 1-1 Lucas Ordoñez 9´1ªP 2-1 Jordi bargallo 19´1ªP 3-1 Lucas Ordoñez LD 22´1ªP 4-1 Lucas Ordoñez LD 23´1ªP 5-3 Josep Lampas LD 11´2ªP 6-3 Juan Lopez Garcia18´2ªP 7-3 Lucas Ordoñez Rearga LD 2ªP 8-3 Cesar Dominguez 2ªP |     | 0-1 Miguel Viterbo 4´GP 1ªP 4-2 Hugo Azevedo 6´2ªP 4-3 Nuno Araujo LD 11´2ªP | Árbitro: Alessandro Eccelsi e Alessandro da Prato |  |

| 8-Fev-14  | St. Omer | 2-4 | AD Valongo                                                      |                                     |  |
| 20:30 CET |          |     | João Souto (1) Nuno Araújo (1) Hugo Azevedo (1) Telmo Pinto (1) | Árbitro: António Gomez e José Gomez |  |

| 8-Fev-14  | Amatori Lodi | 2-8 | HC Liceo Corunha |                                          |  |
| 21:00 CET |              |     | 0-1 Jordi Bargalló 1ªP 0-2 Toni Pérez 1ªP 0-3 Lucas Ordoñez 1ªP 0-4 Josep Lamas 1ªP 0-5 Lucas Ordoñez 2ªP 0-6 Eduard Lamas 2ªP 1-7 Jordi Bargalló 2ªP 1-8 Cesar Carballeira 2ªP | Árbitro: Luís Peixoto e Miguel Guilherme |  |

| 22-Fev-14 | AD Valongo | 7-4 | Amatori Lodi |                                     |  |
| 20:00 GMT | 1-0 Nuno Rodrigues "Peixe" 3' 1ªP 2-1 Nuno Rodrigues "Peixe" 13' 1ªP 3-1 Miguel Viterbo 13' 1ªP 4-2 João Souto 21' 1ªP 5-3 Miguel Viterbo 12' 2ªP 6-3 "Xavi" Cardoso 16' 2ªP 7-4 José "Rafa" Costa 24' 2ªP |     | 1-1 Stefano Curti 12' 1ªP 3-2 Franco Platero 15' 1ªP 4-3 Domenico Illuzi LD 10ªF 7' 2ªP 6-3 Domenico Illuzi 23' 2ªP 6-4 Domenico Illuzi 24´2ªP | Árbitro: Javier Galan e Juan Melero |  |

| 22-Fev-14 | HC Liceo Corunha                                                      | 13-7 | St. Omer |                                       |  |
| 20:00 GMT | Lucas Ordoñez (6) Jordi Bargallo (1) Josep Lamas (4) Eduard Lamas (2) |      |          | Árbitro: Paulo Almeida e Paulo Rainha |  |

### Grupo B
| Equipa        | Pts | J | V | E | D | GM | GS | DG  |
| ------------- | --- | - | - | - | - | -- | -- | --- |
| SL Benfica    | 15  | 6 | 5 | 0 | 1 | 43 | 20 | +23 |
| CE Vendrell   | 12  | 6 | 4 | 0 | 2 | 27 | 20 | +7  |
| HC Quévert    | 7   | 6 | 2 | 1 | 3 | 26 | 24 | +2  |
| RHC Diessbach | 1   | 6 | 0 | 1 | 5 | 18 | 50 | -32 |

|               | BEN  | VEN | QUE | DIE  |
| ------------- | ---- | --- | --- | ---- |
| SL Benfica    | –    | 1–3 | 7–5 | 13–3 |
| CE Vendrell   | 3–6  | –   | 4–1 | 9–6  |
| HC Quévert    | 4–5  | 4–3 | –   | 9–2  |
| RHC Diessbach | 2-11 | 2–5 | 3–3 | –    |

| 9-Nov-13  | CE Vendrell                                                                                  | 4-1 | HC Quevert         |                                          |  |
| 20:00 CET | 1-1 Sergi Miras 24' 1ªP GP 2-1 Luís Fer 1' 2ªP 3-1 Sergi Miras 4' 2ªP 4-1 Jordi Ferretti 2ªP |     | 0-1 Truluer 8' 1ªP | Árbitro: Miguel Guilherme e Luís Peixoto |  |

| 9-Nov-13  | SL Benfica | 13-3 | RHC Diessbach                                               |                                        |  |
| 15:00 GMT | 1-0 João Rodrigues 3´1ªP 2-0 Carlos Lopez 4´1ªP 3-2 Miguel Rocha 16´1ªP 4-2 Miguel Rocha 21´1ªP LD 5-2 Marc Coy 23´1ªP GP 6-2 Miguel Rocha 1´2ªP 7-2 Diogo Neves 2´2ªP 8-2 Miguel Rocha 4´2ªP LD 9-2 Diogo Neves 5´2ªP 10-2 Miguel Rocha 6´2ªP 11-2 Miguel Rocha 11´2ªP 12-3 Miguel Rocha 21´2ªP 13-3 Miguel Rocha 22´2ªP |      | 2-1 Eduardo Mendes 6´1ªP 2-2 Nº3 15´1ªP 11-3 Nº23 20´2ªP LD | Árbitro: Arnaud Esoli e Xavier Bleuzen |  |

| 23-Nov-13 | RHC Diessbach | 2-5 | CE Vendrell |                                                     |  |
| 20:00 CET |               |     |             | Árbitro: Ulderico Barbarisi e Massimiliano Carmazzi |  |

| 23-Nov-13 | HC Quevert                                                                                  | 4-5 | SL Benfica |                                                    |  |
| 21:00 CET | 1-1 Maxi Oliva 9' 1ªP 2-4 Maxi Oliva 7' 2ªP 3-5 nº 13 20' 2ªP 4-5 Toni Seró LD 15ªF 23' 2ªP |     | 0-1 João Rodrigues 7' 1ªP 1-2 Carlos "Carlitos" López 22' 1ªP 1-3 Marc Coy 3' 2ªP 1-4 Diogo Rafael "Chiquinho" 6' 2ªP 2-5 Marc Coy 11' 2ªP | Árbitro: Raffaele Strippoli e Salvatore Tartarelli |  |

| 14-Dez-13 | HC Quevert | 9-2 | RHC Diessbach |                                       |  |
| 21:00 CET |            |     |               | Árbitro: Tomas Ullrich e Tomas Ehlert |  |

| 14-Dez-13 | CE Vendrell                                                              | 3-6 | SL Benfica |                                             |  |
| 20:00 CET | 1-0 Sergi Miras 3´1ªP 2-4 Jordi Ferrer 10´2ªP 3-5 Angel Rodriguez 11´2ªP |     | 1-1 João Rodrigues 14´1ªP 1-2 Diogo Rafael 21´1ªP 1-3 Miguel Rocha 4´2ªP 1-4 Miguel Rocha 6´2ªP 2-5 Diogo Rafael 11´ 2ªP 3-6 Diogo Rafael 18´2ªP | Árbitro: Gianni Fermim e Giovanni Andrisani |  |

| 18-Jan-14 | RHC Diessbach | 3–3 | HC Quevert |                                          |  |
| 16:30 GMT |               |     |            | Árbitro: Frank Schafer e Torsten Flossel |  |

| 18-Jan-14 | SL Benfica      | 1–3 | CE Vendrell                                |                                          |  |
| 20:00 GMT | Diogo Rafel (1) |     | Sergi Miras (1) +(1) GP Eloi Albesa (1) LD | Árbitro: Enrico Armati e Roland Eggimann |  |

| 8-Fev-14  | HC Quevert                                                               | 4-3 | CE Vendrell                                                     |                                    |  |
| 20:00 CET | 1-1 Maxi Oliva 2ªP 2-1 Toni Seró 2ªP 3-3 Toni Seró 2ªP 4-3 Toni Seró 2ªP |     | 1-0 Jordi Ferrer 1ªP 2-2 Jordi Creus 2ªP 2-3 Carlos Cortijo 2ªP | Árbitro: Paulo Rainha e Rui Torres |  |

| 8-Fev-14  | RHC Diessbach | 2-11 | SL Benfica |                                          |  |
| 21:00 CET |               |      | Miguel Rocha (2) João Rodrigues (2) Carlos "Carlitos" López (1) Esteban Ábalos "Tuco" (1) Diogo Rafael "Chiquinho" (1) Valter Neves (2) Marc Coy (1) Diogo Neves (1) | Árbitro: Franco Ferrari e Matteo Galoppi |  |

| 22-Fev-14 | CE Vendrell | 9-6 | RHC Diessbach |                                          |  |
| 20:00 GMT | 1-0 Jordi Ferrer 2´1ªP 2-1 Carlos Cortijo 18' 1ªP 3-1 auto golo Von Almmen 24' 1ªP 4-1 Sergi Miras 25' 1ªP 5-1 Carlos Cortijo 26' 2ªP 6-3 Sergi Miras 32' 2ªP 7-5 Jordi Ferrer 37' 2ªP 8-5 Jordi Ferrer 39' 2ªP 9-5 Àngel Rodríguez 39' 2ªP |     | 1-1 Kissling 13' 1ªP 5-2 Kissling 27' 2ªP 5-3 Allmen 31´ 2ºP 6-4 Kissling 33' 2ªP 6-5 Kissling 36' 2ªP 9-6 von Almmen 46' 2ªP | Árbitro: Pascal Hanras e Xavier Jacquart |  |

| 22-Fev-14 | SL Benfica | 7-5 | HC Quevert                                                                                            |                                        |  |
| 20:00 GMT | 1-1 Carlos Lopez 1ªP 2-1 Miguel Rocha 1ªP 3-1 Miguel Rocha 1ªP 4-1 Marc Coy 1ªP 5-1 Miguel Rocha 2ªP 6-3 Diogo Neves 2ªP 7-4 Carlos Lopez 2ªP |     | 0-1 Tony Sero 1ªP 5-2 Tony Sero 2ªP 5-3 Tony Sero 2ªP 6-4 Sergio Borgua 2ªP 7-5 Sebastian Landrin 2ªP | Árbitro: Teresa Martinez e Fran Garcia |  |

### Grupo C
| Equipa         | Pts | J | V | E | D | GM | GS | DG  |
| -------------- | --- | - | - | - | - | -- | -- | --- |
| Valdagno       | 15  | 6 | 5 | 0 | 1 | 29 | 19 | +10 |
| Reus Deportiu  | 12  | 6 | 4 | 0 | 2 | 42 | 27 | +15 |
| UD Oliveirense | 9   | 6 | 3 | 0 | 3 | 32 | 24 | +8  |
| ERG Iserlohn   | 0   | 6 | 0 | 0 | 6 | 16 | 49 | -33 |

|                | VAL | REU  | OLI | ISE  |
| -------------- | --- | ---- | --- | ---- |
| Valdagno       | –   | 4–3  | 5–4 | 6–2  |
| Reus Deportiu  | 4–6 | –    | 8–5 | 11–2 |
| UD Oliveirense | 5–2 | 3–5  | –   | 8–1  |
| ERG Iserlohn   | 1-6 | 7–11 | 4–7 | –    |

| 9-Nov-13  | Réus Deportiu | 11-2 | ERG Iserlohn |                                               |  |
| 21:30 CET |               |      |              | Árbitro: Roland Eggimann e Johannes Schneider |  |

| 9-Nov-13  | Hockey Valdagno                                                                                                | 5-4 | UD Oliveirense                                                                          |                                     |  |
| 20:45 CET | 1-0 Carlos Nicolia 1ªP 2-1 Tataranni GP 2ªP 3-1 Carlos Nicolia 2ªP 4-1 Carlos Nicolia 2ªP 5-2 Tataranni LD 2ªP |     | 1-1 Gonçalo Alves 1ªP 4-2 Gonçalo Alves 2ªP 5-3 Gonçalo Alves 2ªP 5-4 Gonçalo Alves 2ªP | Árbitro: António Gomez e José Gomez |  |

| 23-Nov-13 | UD Oliveirense                                                                  | 3-5 | Réus Deportiu |                                                |  |
| 17:00 GMT | 1-3 Rúben Pereira 19' 1ªP 2-4 Gonçalo Alves 22' 2ªP 3-4 Gonçalo Suíssas 23' 2ªP |     | 0-1 Jepi Selva 9' 1ªP 0-2 Albert Casanovas 9' 2ªP 0-3 Jordi Adroher 12' 2ªP 1-4 Joan Salvat 20' 2ªP 3-5 Xavi Rubio 24'58 2ªP | Árbitro: Giuseppe Bonuccelli e Rossano Rotelli |  |

| 23-Nov-13 | ERG Iserlohn       | 1-6 | Hockey Valdagno |                                        |  |
| 20:00 CET | 1-1 Glowka 19' 1ªP |     | 1-0 Nicolia 14' 1ªP 2-1 Festa 20' 1ªP 3-1 Nicolia 24' 1ªP 4-1 Festa 17' 2ªP 5-1 Tataranni 24' 2ªP 6-1 Festa 25' 2ªP | Árbitro: Xavier Bleuzen e Arnaud Esoli |  |

| 14-Dez-13 | ERG Iserlohn | 4-7 | UD Oliveirense                                     |                                             |  |
| 20:00 CET |              |     | Gonçalo Alves (4) Tó Silva (2) Gonçalo Suíssas (1) | Árbitro: Ulderico Barbarisi e Carlo Corponi |  |

| 14-Dez-13 | Réus Deportiu                                                                                          | 4-6 | Hockey Valdagno |                                     |  |
| 21:30 CET | 1-0 Jepi Selva 3´1ªP 2-2 Jordi Adroher 18´1ªP 3-4 Jepi Selva 6´2ªP 4-6 Albert Casanovas GP 40´´ do fim |     | 1-1 Diego Nicolleti 10´1ªP 1-2 Massimo Tataranni 15´1ªP 2-3 Massimo Tataranni 20´1ªP 2-4 Giullio Cocco 3´2ªP 3-5 Giullio Cocco 14´2ªP 3-6 Massimo Tataranni 23´2ªP | Árbitro: Joaquim Pinto e Rui Torres |  |

| 18-Jan-14 | UD Oliveirense                                                                | 8–1 | ERG Iserlohn    |                                            |  |
| 17:00 GMT | Tó Silva (4) Ruben Pereira (1) Gonçalo Alves (1) Gonçalo Suissas (1) Poka (1) |     | André Costa (1) | Árbitro: Giovanni Andrisani e Gianni Fermi |  |

| 18-Jan-14 | Hockey Valdagno                                                                 | 4–3 | Réus Deportiu                                                      |                                          |  |
| 20:00 GMT | 1-1 Tataranni 14' 2-2 Tataranni 35' 3-2 Tataranni 38' 4-3 Carlos Nicolia 49' GP |     | 0-1 Jordi Adroher 12' 1-2 Joan Salvat 21' 3-3 Albert Casanovas 41' | Árbitro: Miguel Guilherme e Luís Peixoto |  |

| 8-Fev-14  | ERG Iserlohn | 7-11 | Réus Deportiu |                                          |  |
| 15:30 CET |              |      | 0-1 Xavier Costa 1ªP 0-2 Xavier Costa 1ªP 5-3 Albert Casanovas 3' 2ªP 5-4 Xavier Costa 5' 2ªP 5-5 Marc Olle PWP 4x3 8' 2ªP 5-6 Albert Casanovas 10' 2ªP 5-7 Marc Olle 10' 2ªP 6-8 Jepi Selva 11' 2ªP 7-9 Xavier Costa 18' 2ªP 7-10 Xavier Costa 19' 2ªP 7-11 Marc Olle 21' 2ªP | Árbitro: João Paulo Romão e Ricardo Leão |  |

| 8-Fev-14  | UD Oliveirense                                                                                              | 5-2 | Hockey Valdagno                                             |                                            |  |
| 17:00 GMT | 1-0 Gonçalo Alves 1ªP 2-0 Gonçalo Alves 2ªP 3-0 Tó Silva GP 2ªP 4-0 Gonçalo Suíssas 2ªP 5-1 Tó Silva GP 2ªP |     | 4-1 Massimo Tataranni LD 10ªF 2ªP 5-2 Massimo Tataranni 2ªP | Árbitro: Óscar Valverde e Francisco Garcia |  |

| 22-Fev-14 | Réus Deportiu                                                                       | 8-5 | UD Oliveirense                                                   |                                                   |  |
| 20:00 GMT | Jepi Selva (1) Xavi Costa (2) Albert Casanovas (3) Jordi Adroher (1) Xavi Rubio (1) |     | To Silva (1) Gonçalo Alves (2) Ruben Pereira (1) Diogo Silva (1) | Árbitro: Alessandro Eccelsi e Alessandro da Prato |  |

| 22-Fev-14 | Hockey Valdagno | 6-2 | ERG Iserlohn |                                        |  |
| 20:00 GMT |                 |     |              | Árbitro: Juan Prades e Alberto Garrote |  |

### Grupo D
| Equipa        | Pts | J | V | E | D | GM | GS | DG  |
| ------------- | --- | - | - | - | - | -- | -- | --- |
| FC Barcelona  | 15  | 6 | 5 | 0 | 1 | 42 | 15 | +27 |
| FC Porto      | 15  | 6 | 5 | 0 | 1 | 36 | 19 | +17 |
| CGC Viareggio | 6   | 6 | 2 | 0 | 4 | 18 | 32 | -14 |
| SKG Herringen | 0   | 6 | 0 | 0 | 6 | 22 | 52 | -30 |

|               | BAR  | POR | VIA  | HER  |
| ------------- | ---- | --- | ---- | ---- |
| FC Barcelona  | –    | 7–0 | 5–0  | 14–4 |
| FC Porto      | 6–2  | –   | 10–2 | 10–3 |
| CGC Viareggio | 1–4  | 3–4 | –    | 7–5  |
| SKG Herringen | 4-10 | 2–6 | 4–5  | –    |

| 9-Nov-13  | Viareggio                                                         | 3-4 | FC Porto                                            |                                            |  |
| 21:00 CET | Davide Montaran (1), Martin Montivero (1) e Fernando Montigel (1) |     | Ricardo Barreiros (1) e Ricardo Oliveira "Caio" (3) | Árbitro: Óscar Valverde e Francisco Garcia |  |

| 9-Nov-13  | FC Barcelona | 14-4 | SKG Herringen |                                          |  |
| 12:30 CET |              |      |               | Árbitro: Xavier Jacquart e Pascal Hanras |  |

| 23-Nov-13 | SKG Herringen | 4-5 | Viareggio |                                          |  |
| 18:00 CET |               |     |           | Árbitro: Enrico Armati e Roland Eggimann |  |

| 23-Nov-13 | FC Porto | 6-2 | FC Barcelona                                          |                                                                  |  |
| 17:00 GMT | 1-0 Ricardo Oliveira "Caio" 4' 1ªP 2-0 Ricardo Oliveira "Caio" 9' 1ªP 3-0 Ricardo Oliveira "Caio" GP 10' 1ªP 4-1 Hélder Nunes rec/GP 9' 2ªP 5-2 Hélder Nunes LD 19' 2ªP 6-2 Pedro Moreira 22' 2ªP |     | 3-1 Reinaldo Garcia 16' 1ªP 4-2 Marc Torra LD 12' 2ªP | Público: 2 115 Árbitro: Alessandro da Prato e Alessandro Eccelsi |  |

| 14-Dez-13 | FC Porto | 10-3 | SKG Herringen                                               |                                        |  |
| 15:00 GMT | 1-0 Vítor Hugo 26´´ 1ªP 2-1 Vitor Hugo 9´ LD 1ªP 3-2 Ricardo Barreiros 16´1ªP 4-2 Ricardo Barreiros 20´1ªP 5-2 Jorge Silva 21´1ªP 6-3 Jorge Silva 7´2ªP 7-3 Tiago Losna 18´2ªP 8-3 Helder Nunes 20´2ªP 9-3 Vitor Hugo 21´2ªP 10-3 Helder Nunes 23´2ªP |      | 1-1 Robin 8´1ªP 2-2 Robin 11´1ªP 5-3 Lukas recarga LD 4´2ªP | Árbitro: Arnaud Esoli e Xavier Bleuzen |  |

| 14-Dez-13 | Viareggio         | 1-4 | FC Barcelona                                                    |                                          |  |
| 21:00 CET | David Motaran (1) |     | Marc Torra (1) Raul Marin (1) Marc Gual (1) Reinaldo Garcia (1) | Árbitro: Luís Peixoto e Miguel Guilherme |  |

| 18-Jan-14 | SKG Herringen | 2–6 | FC Porto                                                               |                                                     |  |
| 17:00 GMT |               |     | Hélder Nunes(1) Vítor Hugo (2) Ricardo Barreiros (2) Pedro Moreira (1) | Árbitro: Ulderico Barbarisi e Massimiliano Carmazzi |  |

| 18-Jan-14 | FC Barcelona                                                                                                | 5–0 | Viareggio |                                           |  |
| 18:00 GMT | 1-0 Sergi Pandero 1ªP 2-0 Matias Pascual 1ªP 3-0 Pablo Alvarez 2ªP 4-0 Marc Torra GP 2ªP 5-0 Raul Marin 2ªP |     |           | Árbitro: Jorge Ventura e Joaquim Carpelho |  |

| 9-Fev-14  | FC Porto | 10-2 | Viareggio                                             |                                   |  |
| 15:30 GMT | 1-0 Helder Nunes 1´1ªP 2-0 Caio 8´1ªP 3-0 Jorge Silva 14´1ªP 4-0 Jorge Silva 15´1ªP 5-1 Helder Nunes 17´1ªP 6-1 Jorge Silva 22´1ªP 7-1 Pedro Moreira 25´1ªP 8-2 Ricardo Barreiros 4' 2ªP 9-2 Caio 13' 2ªP 10-2 Hélder Nunes 23' 2ªP |      | 4-1 Alessandro Bertolucci 15' 1ªP 7-2 Montigel 2' 2ªP | Árbitro: Issac Sanz e Sergi Mayor |  |

| 8-Fev-14  | SKG Herringen | 4-10 | FC Barcelona |                                                    |  |
| 18:00 CET | 1-3 Kevin Karschau 21' 1ªP 2-3 Lukas Karschau 23' 1ªP 3-5 Kevin Karschau 9' 2ªP 4-8 Lukas Karschau rec.GP 14' 2ªP |      | 0-1 Pablo Alvarez 2' 1ªP 0-2 Reinaldo "Nalo" Garcia 9' 1ªP 0-3 Raúl Marin 13' 1ªP 2-4 Pablo Alvarez 24' 1ªP 2-5 Raúl Marin 1' 2ªP 3-6 Pablo Alvarez 11' 2ªP 3-7 Marc Torra 12' 2ªP 3-8 Pablo Alvarez 13' 2ªP 4-9 Marc Torra 16' 2ªP 4-10 Pablo Alvarez 19' 2ªP | Árbitro: Salvatore Tartarelli e Raffaele Strippoli |  |

| 22-Fev-14 | Viareggio | 7-5 | SKG Herringen |                                            |  |
| 20:00 GMT |           |     |               | Árbitro: Alvaro de La Hera e Joaquin Lopez |  |

| 22-Fev-14 | FC Barcelona                                                                               | 7-0 | FC Porto |                                           |  |
| 20:00 GMT | Matías Pascual (2) Marc Torra (2) Pablo Álvarez (1) Reinaldo García (1) Sergi Panadero (1) |     |          | Árbitro: Rossano Rotelli e Franco Ferrari |  |

## Quartos de Final
| J | Visitado    | Resultado      | Visitante        | 1ª Mão | 2ª Mão         |
| 1 | FC Porto    | 5-5 (2-0) g.p. | HC Liceo Corunha | 1-2    | 4-3 (2-0) g.p. |
| 2 | Réus Dep.   | 6-7 pro.       | SL Benfica       | 5-2    | 1-5 pro.       |
| 3 | CE Vendrell | 11-10          | Valdagno         | 4-6    | 7-4            |
| 4 | AD Valongo  | 3-10           | FC Barcelona     | 2-3    | 1-7            |

## Final Four
|  | Semifinal    | Semifinal    |   |  | Final    | Final |  |
|  |              |              |   |  |          |       |  |
|  | 3 Maio       |              |   |  |          |       |  |
|  | FC Porto     | 6            |   |  |          |       |  |
|  | CE Vendrell  | 3            |   |  |          |       |  |
|  |              |              |   |  |          |       |  |
|  |              |              |   |  | 4 Maio   |       |  |
|  |              |              |   |  | FC Porto | 1     |  |
|  |              | FC Barcelona | 3 |  |          |       |  |
|  |              |              |   |  |          |       |  |
|  |              |              |   |  |          |       |  |
|  |              |              |   |  |          |       |  |
|  | 3 Maio       |              |   |  |          |       |  |
|  | SL Benfica   | 2            |   |  |          |       |  |
|  | FC Barcelona | 3            |   |  |          |       |  |

### Meias Finais
| 3 Maio 2014 | FC Porto | 6-3       | CE Vendrell                                                             | Palau Blaugrana Barcelona              |
| 15:15 (CET) | 1-0 Jorge Silva 9´1ªP 2-0 Jorge Silva 13´1ªP 3-1 Vitor Hugo 24´34" 1ªP 4-1 Helder Nunes 7´2ªP PWP 5-1 Caio 8´2ªP 6-3 Hélder Nunes LD 10ªF 24'10" 2ªP | relatório | 2-1 Jordi Ferrer 22´1ªP 5-2 Eloi Albesa 23´ 2ªP 5-3 Sergi Miras 24´ 2ªP | Árbitro: Franco Ferrari Matteo Galoppi |

| 3 Maio 2014 | SL Benfica                                          | 2-3       | FC Barcelona                                                        | Palau Blaugrana Barcelona                       |
| 18:15 (CET) | 1-0 João Rodrigues 16´1ªP 2-3 João Rodrigues LD 2ªP | relatório | 1-1 Matias Pascual 17´1ªP 1-2 Pablo Alvrez 23´2ªP 1-3 Marc Gual 2ªP | Árbitro: Alessandro Eccelsi Alessandro Da Prato |

### Final
| 4 Maio 2014 | FC Porto                        | 1-3       | FC Barcelona                                                             | Palau Blaugrana Barcelona                                 |
| 12:00 (CET) | 1-1 Hélder Nunes LD 10ªF 2' 2ªP | Relatório | 0-1 Marc Torra 18' 1ªP 1-2 Xavier Barroso 14' 2ªP 1-3 Marc Torra 19' 2ªP | Público: 4 756 Árbitro: Franco Ferrari Alessandro Eccelsi |

| Liga Europeia 2013–14 Vencedores |
| -------------------------------- |
|                                  |
| FC Barcelona (20º)               |

## Internacional
- Ligações para todos os sítios de hóquei
- Mundook- Sítio com notícias de todo o mundo do hóquei
- Hoqueipatins.com - Sítio com todos os resultados de Hóquei em Patins